# بندفلد
بندفلد (به آلمانی: Bendfeld) یک شهر در آلمان است که در Plön (District) واقع شده‌است. بندفلد ۲۵۳ نفر جمعیت دارد.